# تبیین

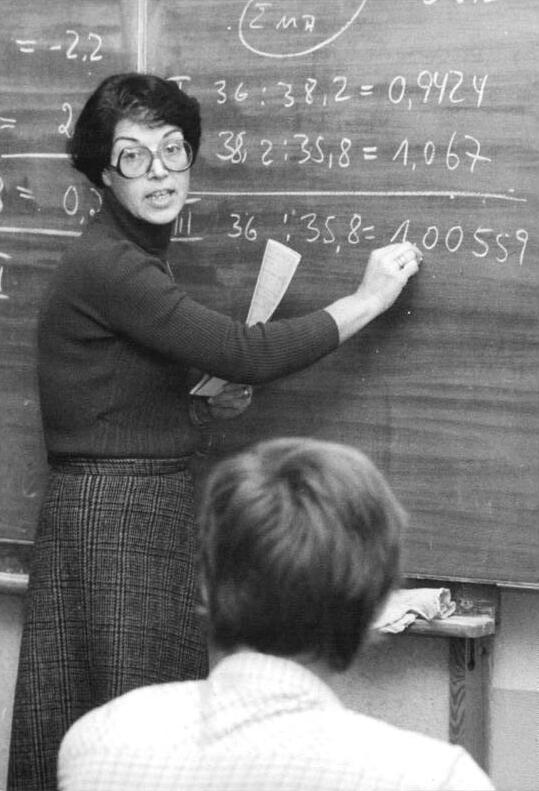
Dr.rer.oec.Rosemarie Krautzig عضو اتاق مردم این اقتصاددان 46 ساله از سال 1976 در کمیته بودجه و دارایی کار می کند. مدرس آمار در دانشکده اقتصاد برونو لوشنر نیز بسیار متعهد به همشهریان خود

تبیین یا بازگفت مجموعه‌ای از گزاره هاست که برای این تقریر می‌شود که مجموعه حقایقی که علل، بافتار یا پس زمینه مفهومی و پیامدهای آن حقایق را روشن می‌کند را توصیف کند. این توصیف ممکن است قوانین یا قاعده‌هایی را وضع کند. همچنین ممکن است که قوانین موجود را نسبت به هر شیء یا پدیده‌ای بیازماید. اجزای یک تبیین ممکن است که ضمنی بوده و در هم تنیده باشند.
تبیین معمولاً بر فهمی استوار است که توسط رسانه‌هایی مانند موسیقی، متن و گرافیک بازنمایی می‌شود؛ بنابراین تبیین در معرض تفسیر و بحث قرار می‌گیرد.
در تحقیقات علمی تبیین یکی از اهداف چندگانه تحقیق تجربی به‌شمار می‌آید. تبیین راهی است برای پرده گشایی از دانش جدید و گزارش روابط میان جنبه‌های مختلف میان روابط پدیده‌های مورد مطالعه. تبیین به دنبال پاسخ به سؤال چرا است. تبیین‌ها قدرت تبیین مختلفی دارند. فرضیه رسمی ابزاری نظری است که برای اعتبار سنجی تبیین در تحقیقات تجربی استفاده می‌شود.

## شبه تبیین
رایشنباخ در کتاب پیدایش فلسفهٔ علمی مثالی از شبه تبیین (pseudo-explanation) می‌زند.
میل به فهم جهان فیزیکی در همه‌ی روزگاران بدین پرسش انجامیده‌است که جهان چگونه آغاز شده؟ اساطیر اقوام و ملل گوناگون دارای اسطوره‌هایی دربارهٔ مبدأ جهان هستی هستنند. . معروفترین داستان آفرینش زاییدهٔ تخیل عبرانیها درکتاب مقدس دیده می‌شود و تاریخ ان به حدود سدهٔ نهم پیش از میلاد مسیح می‌رسد. این داستان جهان را همچنان آفرینش خداوند تبیین می‌کند. این تبیین از نوع تبیینی خام و ساده است که ذهنی بدوی یا ذهن کودکان را خوش می‌آید. چون با تمثیلها و شباهتهای انسان‌وار انگارانه به مطلب می‌پردازد: همانا که انسان‌ها خانه و ابزار و باغ می‌سازند خداوند جهان را می‌سازد. و یکی از عام‌ترین و اساسی‌ترین مسائل یعنی مسئله پیدایش و تکوین جهان فیزیکی از طریق شباهت باتجارب و اعمال محیط روزانه پاسخ داده می‌شود. اینکه تصاویری از این نوع تبیینی به دست نمی‌دهند و اینکه این تصاویر اگر هم حقیقت داشته باشند حل مسئله تبیین را تنها مشکل‌تر می‌سازد. بارها بدرستی مورد بحث قرار گرفته‌است این داستان آفرینش یک شبیه تبیین است.